# Ferreira Gomes
Pour les articles homonymes, voir Gomes.

Ferreira Gomes est une municipalité du Centre de l'État de l'Amapá. Sa population est de 5 040 habitants (IBGE 04/2007) et sa superficie de 5047 km2. Sa densité de population est donc de 0,88 hab/km2.
Elle fait limite avec Pracuúba au nord, Tartarugalzinho au nord-est, Cutias à l'est, Macapá au sud-est, Porto Grande au sud-ouest et Serra do Navio au Nord-Ouest.